# اچ‌ام‌اس هلند ۴
اچ‌ام‌اس هلند ۴ (به انگلیسی: HMS Holland 4) یک زیردریایی بود که طول آن ۶۳ فوت ۱۰ اینچ (۱۹٫۴۶ متر) بود. این زیردریایی در سال ۱۹۰۲ ساخته شد.